# Robert Hughes (Schauspieler)
Robert Lindsay Hughes (* 19. August 1948 in Sydney, Australien) ist ein britischer ehemaliger Schauspieler, der in Australien wirkte, und ein verurteilter Sexualstraftäter. Bis 2020 besaß er neben der britischen die australische Staatsbürgerschaft.

## Leben
Robert Hughes arbeitete zunächst für eine Zeitung in Sydney, bevor er ins Showgeschäft wechselte. Er trat zunächst mit einer Band namens Flying Circus auf, wechselte aber schnell ins Theaterfach und wurde Schauspieler. Er spielte auf verschiedenen Bühnen in Sydney, so zum Beispiel in Produktionen wie: Errol Flynn’s Great Big Adventure Book for Boys oder Macbeth. Danach hatte er zahlreiche Gastrollen in verschiedenen australischen Fernsehserien. Bekannt wurde er durch die Rolle des Reporters Ashley Wallace in ABBA – Der Film. 1986 bekam er die Hauptrolle in der Sitcom Hey Dad!, die er bis 1993 innehatte.
Robert Hughes ist mit der Agentin Robyn Gardiner verheiratet. Das Paar hat eine Tochter. Gardiners Schauspielagentur RGA hatte zahlreiche Größen des australischen Showgeschäfts unter Vertrag, darunter auch Hughes selbst. Nach Hey Dad! hatte Hughes immer wieder Gastauftritte in verschiedenen Serien. Auch dem Theater blieb er treu. Seit etwa dem Jahr 2000 war Hughes nur noch selten vor der Kamera zu sehen. Bis zu seiner Festnahme im Jahr 2012 arbeitete er unter anderem als Sprecher für Dokumentationen und Werbespots.

## Beschuldigung 2010 und Verurteilung 2014
Im März 2010 gab Sarah Monahan ein Interview für eine australische Frauenzeitschrift. In diesem Interview deutete sie an, sexuelle Übergriffe durch eine Hauptperson der Crew von Hey Dad! erlitten zu haben. Sie gab zunächst aber nicht an, um wen es sich dabei handelte. Der australische Fernsehsender Channel 7 gab am 23. März 2010 bekannt, dass es sich dabei um Robert Hughes handelt. Dieser bestritt die Vorwürfe.
Gegen Hughes wurde nicht nur von Monahan Vorwürfe erhoben. Simone Buchanan und Ben Oxenbould machten Angaben, bei denen sein Name genannt wurde. Oxenbould sagte in einem Interview, wie er unangemessene Handlungen an Monahan beobachtet habe. Oxenbould stand ebenfalls bei Gardiners Agentur RGA unter Vertrag. Hughes war bereits 1985 von der Polizei befragt worden. Dass es Gerüchte bezüglich der Handlungen Hughes’ bereits in den 1980er Jahren gab, bestätigten andere ehemalige Stars der Serie. 

### Strafprozess
Hughes wurde im August 2012 in London festgenommen und nach Australien ausgeliefert, wo er bis zur Hauptverhandlung auf Kaution freikam.
Im Verfahren vor der Strafkammer des District Court des Bundesstaates New South Wales wurde Hughes am 16. Mai 2014 zu 10 Jahren und 9 Monaten Gefängnis verurteilt. Eine vorzeitige Haftentlassung wäre frühestens im April 2020 möglich gewesen. Das Gericht sah es als erwiesen an, dass der Angeklagte sich zwischen 1983 und 1991 an vier Mädchen im Alter von zwischen 6 oder 7 Jahren bis 15 Jahren sexuell vergangen hat. Der Vorsitzende Richter befand, dass Hughes weder Reue noch Schuldeinsicht offenbart habe. Die Verurteilung erfolgte in zehn Anklagepunkten anhand von sieben Fällen von indecent assault (Sittlichkeitsvergehen), zwei Fällen von sexual assault (sexueller Misshandlung) und einem Fall von assault with an act of indecency an Minderjährigen. Ein elfter Anklagepunkt in Bezug auf ein fünftes Opfer wurde fallengelassen. Die Hauptverhandlung dauerte fünf Wochen.

### Haftentlassung
Nach Ablauf der Frist von sechs Jahren beantragte Hughes die vorzeitige Haftentlassung. Im zeitlichen Zusammenhang damit arbeitete er darauf hin, die australische Staatsbürgerschaft aufzugeben, die er als doppelte Staatsbürgerschaft erst im Laufe seines Lebens erworben hatte, und nur die britische Staatsbürgerschaft, die er ab Geburt besaß, zu behalten. Damit musste auf eine Haftentlassung die Abschiebung ins Vereinigte Königreich folgen. Zwischen dem Vereinigten Königreich und Australien gibt es eine Auslieferungsvereinbarung für Strafgefangene, aber keine für auf Bewährung freigekommene Straftäter.
Die australische State Parole Authority, die den Antrag auf Haftentlassung zu prüfen hatte, lehnte ihn im März 2020 ab. Die Behörde bezeichnete eine Entlassung Hughes’ ohne strukturierte, überprüfbare Bewährungsauflagen als „inakzeptables Risiko für die Sicherheit der Allgemeinheit“ („unacceptable risk to community safety“).
Im Juni 2022 wurde Hughes nach acht Jahren auf Bewährung freigelassen und des Landes verwiesen.

## Filmografie
- 1975: Armchair Cinema (Fernsehserie, 1 Folge)
- 1977: ABBA – Der Film (ABBA – The Movie)
- 1977: The Dick Emery Show in Australia (Fernsehserie, verschiedene Rollen)
- 1978: Ripkin (Fernsehfilm)
- 1978: Tickled Pink (Fernsehserie, 1 Folge)
- 1979: Love Thy Neighbour in Australia (Fernsehserie, 7 Folgen)
- 1979: Ich kämpfe um mein Kind (Cathy’s Child)
- 1979: Chopper Squad (Fernsehserie, 1 Folge)
- 1980: Home Sweet Home (Fernsehserie, 1 Folge)
- 1980: Wildes weites Land (The Timeless Land, Fernsehserie, 3 Folgen)
- 1980: Fatty Finn
- 1980–1982: Kingswood Country (Fernsehserie, 2 Folgen)
- 1981: Daily at Dawn (Fernsehserie, 13 Folgen)
- 1981: Der Winter unserer Träume (Winter of Our Dreams)
- 1981: Cop Shop (Fernsehserie, 4 Folgen)
- 1982: Night of Shadows (Kurzfilm)
- 1982: Squizzy Taylor – Karriere eines Räubers (Squizzy Taylor)
- 1982: ..Deadline.. (Fernsehfilm)
- 1983–1992: Das Buschkrankenhaus (A Country Practice, Fernsehserie, 8 Folgen)
- 1984: City West (Fernsehserie)
- 1984: The Great Gold Swindle (Fernsehfilm)
- 1985: Sweet and Sour (Fernsehserie, 1 Folge)
- 1985: Prisoner (Fernsehserie, 4 Folgen)
- 1986: Rückkehr nach Eden (Return to Eden, Fernsehserie, 1 Folge)
- 1987: Flug in die Hölle (Flight to Hell, Miniserie)
- 1987–1994: Hey Dad! (Hey Dad..!, Fernsehserie, 267 Folgen)
- 1991: Königliche Gärten (Hampton Court, Dokumentation, 1 Folge)
- 1994: The Ferals (Fernsehserie, 1 Folge)
- 1995: Halifax (Halifax f.p., Fernsehserie, 1 Folge)
- 1996: Race the Sun – Im Wettlauf mit der Zeit (Race the Sun)
- 1997: State Corner (Fernsehserie, 1 Folge)
- 1998: All Saints (Fernsehserie, 3 Folgen)
- 1999: Die Tochter des Präsidenten: In tödlicher Gefahr (First Daughter, Fernsehfilm)
- 2000: Der Tod fliegt mit (Nowhere to Land, Fernsehfilm)
- 2000: Jack London: Abenteuer Südsee (Tales of the South Seas, Fernsehserie, 1 Folge)